# Nouveaux animaux de compagnie
Pour les articles homonymes, voir NAC.

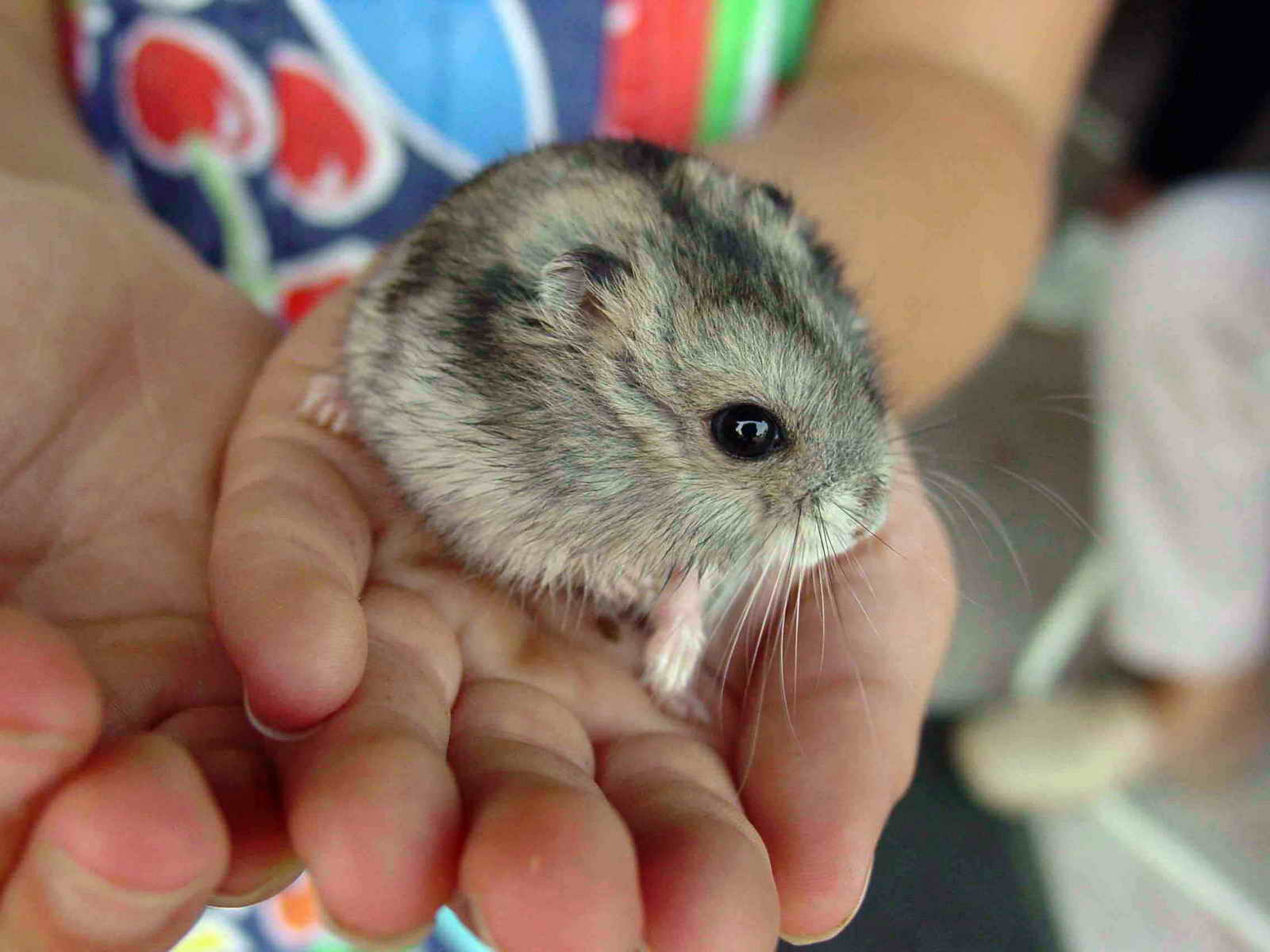
Les petits rongeurs, comme les hamsters, sont devenus populaires auprès des enfants dans les années 1970.

Les nouveaux animaux de compagnie (plus généralement nommés par l'acronyme NAC) sont des animaux appartenant à des espèces autres que les animaux domestiques. L'appellation NAC recouvre de nombreuses espèces animales appartenant à des espèces domestiques comme le lapin, le furet et certaines espèces d'oiseaux mais aussi à un grand nombre d'espèces animales exotiques (rongeurs, lézards, serpents, tortues, amphibiens…).
L'expression « nouveaux animaux de compagnie » est créée en 1984 par un vétérinaire, Michel Bellangeon, lors d'une conférence donnée à l'École nationale vétérinaire de Lyon. Il avait été surpris de voir le nombre de consultations consacrées à ces « NAC ». Il fondera par la suite, en 1988, le Groupe d'étude des nouveaux animaux de compagnie (GENAC).
Cette catégorie est très imprécise, car elle englobe souvent des animaux de compagnie parfois très anciens, comme la perruche à collier et le furet par exemple, et d'autres qui ne sont pas véritablement utilisées pour la compagnie, mais seulement pour l'agrément ou l'observation, voire pour des loisirs qui se rapprochent parfois de la collection. Ainsi de nombreux reptiles, poissons d’aquarium, arthropodes, etc, souvent inclus dans les NAC, ne sont pas des animaux de compagnie. De plus, de nombreuses espèces ne sont pas domestiquées, et certaines sont parfois encore directement prélevées dans la nature. La diversité des espèces est très grande et peut être comparée à la flore de jardinerie.

## Commerce et réglementation
La convention de Washington ou CITES réglemente au niveau international les activités commerciales de nombreuses espèces pouvant être considérées comme NAC. Les espèces en annexe I notamment ne peuvent faire l'objet de commerce que lorsqu'ils sont accompagnés de permis (d'exportation et d'importation notamment). Des quotas d'exportation sont également fixés pour de nombreuses espèces en annexe I ou II, par pays.

### France
En France, en 2004 les NAC étaient présents dans environ 5 % des foyers. Le commerce des animaux exotiques pour le marché des animaux de compagnie représente une part grandissante du commerce des animaux de la faune sauvage, dans sa composante légale et illégale.
La liste des espèces domestiques reconnues en France est établie par l'arrêté du 11 août 2006 fixant la liste des espèces, races ou variétés d'animaux domestiques. C'est l'arrêté du 8 octobre 2018 qui fixe les règles générales de détention d'animaux d'espèces non domestiques.
La détention d'un ou plusieurs animaux non domestiques est, pour de nombreuses espèces, préalablement soumise à l'obtention d'un certificat de capacité pour l'entretien des animaux, dès le 1er individu détenu. Les élevages d'agrément bénéficient d'une tolérance pour un nombre limité d'individus, à condition qu'ils ne fassent pas partie des espèces dont la liste est précisée en annexe 1 ou 2 de l’arrêté ministériel du 10 août 2004. L'article 8 de l'arrêté du 8 octobre 2018 du ministère de la Transition écologique et solidaire contraint tout détenteur d'animaux d'espèces non domestiques à tenir un registre d'entrée et de sortie de ces animaux.

## Espèces

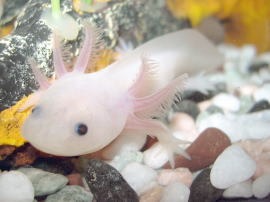
La variété albinos (yeux rouges) de l'axolotl est considérée comme un animal domestique en droit français depuis 2004, mais il est aussi commercialisé sous ses formes pigmentées, ici leucistique (yeux noirs).

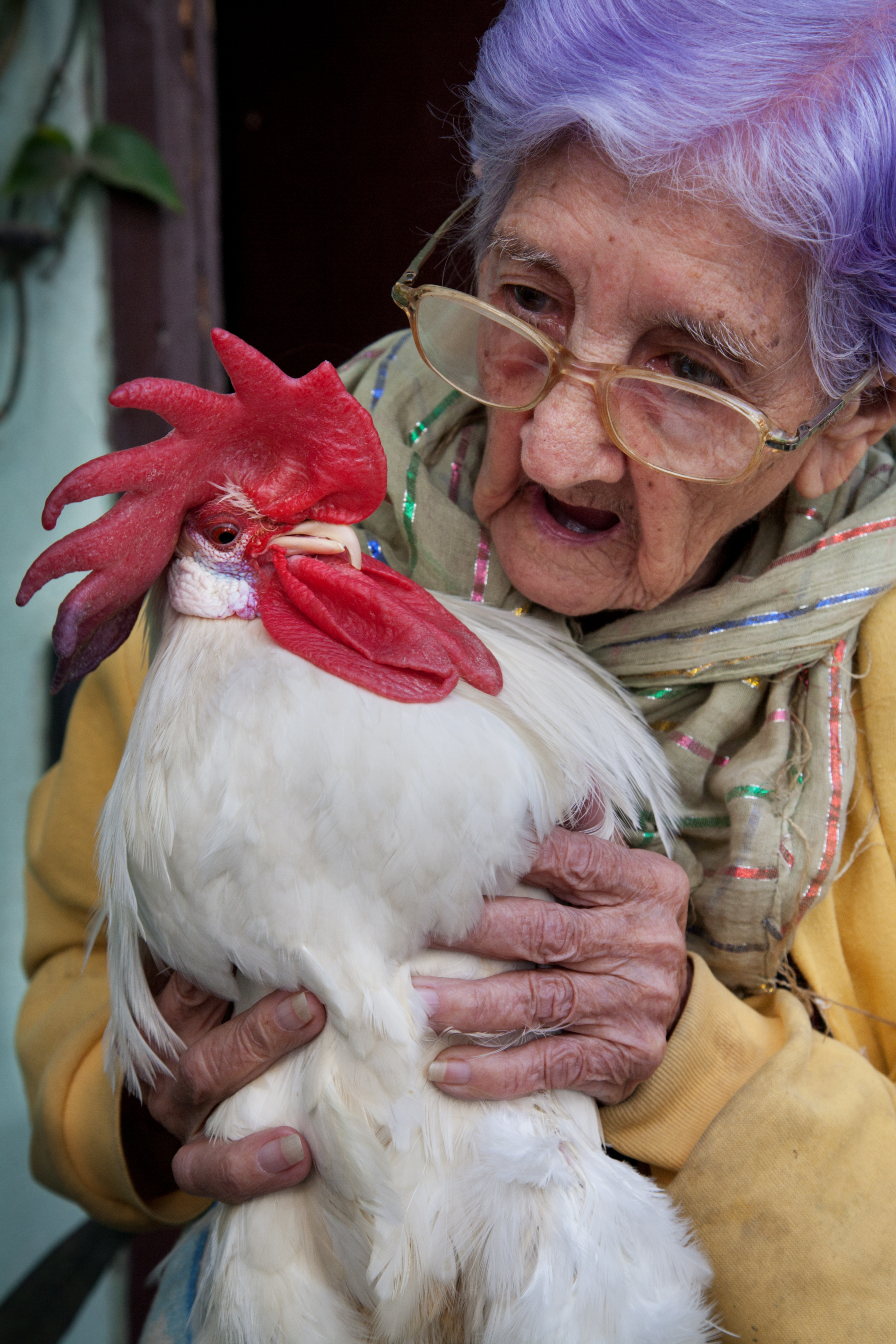
Une nonagénaire de La Havane, Cuba, avec son coq de compagnie

Les NAC regroupent un très grand nombre d'espèces. Ils proviennent de différentes sources, et une proportion importante est prélevée directement nature pour alimenter une demande grandissante à l'échelle mondiale pour les animaux exotiques de compagnie. On y trouve (liste non exhaustive):
- des mammifères :
  - rongeurs et lagomorphes : souris domestique, hamster doré ou de Syrie, rat domestique, gerbille de Mongolie, cochon d'Inde, chinchilla domestique, lapin, hamsters nains du genre Phodopus, hamster de Chine, souris épineuse (genre Acomys), souris rayée (genre Lemniscomys), gerbilles (genres Gerbillus, Meriones et Pachyuromis), octodon, tamia de Sibérie (Tamias sibiricus, interdit en Europe depuis 2016[6]), chien de prairie à queue noire (Cynomys ludovicianus) et de nombreux autres genres (ex. Mastomys, Micromys, Mus…);
  - petits carnivores : furet, fennec, moufettes, vison d'Amérique… (non domestiques et sous certificat de capacité);
  - artiodactyles et périssodactyles (ongulés) : cochon ou porc domestique, chèvre, mouton et bovin domestiques (tout particulièrement leurs races naines), lama et alpaga, âne (le cheval n'est généralement pas considéré comme un NAC.)
  - Autres mammifères, dont la détention peut être très réglementée voire interdite : wallaby de Bennet, phalanger volant, hérisson à ventre blanc (totalement interdit de détention en Europe mais très populaire en Amérique du Nord et au Japon), primates non humains …
- des poissons d'aquarium (d'eau douce ou marin) et de bassin :
  - cypriniformes (carpes, cyprins et apparentés) : cyprin doré ou poisson rouge, carpe koï, barbeaux comme le barbus de Sumatra, danios comme le poisson-zèbre, rasboras comme le rasbora arlequin, vairon de Chine ou néon du pauvre, labéo bicolore, tanche de Mongolie, loches…
  - perciformes (apparentés aux perches) : scalaires et discus, oscar, cichlidé nain de Ramirez, cichlidé-bagnard, combattant du Siam, gourami bleu, gourami nain, gourami mosaïque, poisson-de-Paradis…voir cichlidés et osphronémidés; et nombreuses espèces marines : poissons-clowns, chirurgiens, poissons-papillons, poissons-anges…
  - characiformes (characins, tétras, piranhas et alliés) : néon bleu ou tétra néon, cardinalis ou tétra cardinal, tétra nez-rouge, veuve noire, tétra cuivré, nombreuses espèces de tétras, poissons-hachettes, piranhas, poissons-crayons, pacus…
  - cyprinodontiformes (killis et petits vivipares ou ovovivipares apparentés aux guppys) : killis comme le cap-Lopez, guppys et mollies, xiphos et platys, gambusies et poisson-moustique.
  - siluriformes (silures ou poissons-chats) : corydoras, plécos (dont ancistrus, pléco d'Amazonie), silures de verre, synodontes…
  - Autres poissons : esturgeons (espèces protégées), poissons arc-en-ciel, hippocampes, tétraodons…
- des reptiles :
  - serpents : couleuvres comme le serpent des Blés et les serpents-rois, pythons comme le python royal et le python vert arboricole, boas comme le boa constricteur…
  - lézards : geckos comme le gecko-léopard, le gecko à crête, le gecko tokay et les phelsumes, agames comme l'agame barbu, l''agame aquatique chinois, les fouettes-queues, iguanes comme l'iguane vert, caméléons comme le caméléon casqué du Yémen ou le caméléon panthère, varans comme le varan à queue épineuse; anoles, lézards à collier, scinques…
  - tortues : tortues de terre (tortue d'Hermann, tortue grecque, tortue des steppes…), tortues aquatiques ou palustres (tortue de Floride (aujourd’hui interdite à la vente), péloméduses, cinosternes, tortues-boîtes…)
- des arthropodes :
  - insectes : phasmes dont phyllies, mantes, grillons et criquets, blattes, cétoines, fourmis…
  - crustacés : crevettes d'eau douce et marines comme la crevette cerise et la crevette d'Amano, écrevisses, bernard-l’hermite terrestres…
  - autres arthropodes : mygales et scorpions, iules…
- des amphibiens : anoures (grenouilles, crapauds, rainettes, dendrobates…) et urodèles (tritons et salamandres comme l'axolotl).
- des oiseaux : 
  - passériformes (passereaux) : serin des Canaries ou canari, diamant mandarin, moineau du Japon, padda de Java, diamant de Gould, mainate religieux, spréos, serins…
  - psittaciformes (perroquets) : perruche ondulée, calopsitte élégante, inséparables, gris du Gabon ou perroquet jaco, perruche à collier, amazones, cacatoès, kakarikis…
  - columbiformes (colombes) : pigeon biset domestique, tourterelle domestique, colombe diamant, nombreuses espèces de colombes et pigeons exotiques…
  - galliformes (gallinacés) : poule et coq domestiques, caille de Chine et caille du Japon, faisans, paon bleu, pintades, colins, dindon mexicain domestique…
  - ansériformes (canards, oies et cygnes) : canards domestiques (colvert et de Barbarie), canard mandarin et carolin, oies domestiques (cendrée et cygnoïde), cygnes…
  - Autres oiseaux : toucans, touracos, ratites, rapaces…
- des mollusques : escargots d'eau douce et marins comme les planorbes, physes, escargot de Malaisie, limnées, nérites et clithons, escargot assassin, ampullaires… et terrestres comme l'achatine foulque, certaines espèces européennes comme l'escargot de Bourgogne et le petit gris ; divers bivalves comme les anodontes, moules de bassin.

## Problématiques liées aux NAC

### Dangerosité
Certains NAC sont dangereux pour l'homme, avec des risques de morsures, venimeuse ou non, et de griffures, sans compter les risques de transmission de maladie à l’homme (zoonose).
Certains NAC tels les araignées et les serpents peuvent poser des problèmes d'envenimation. D'autres comme les crocodiles et des animaux non venimeux peuvent causer également de graves blessures car leurs morsures peuvent être très septiques et délabrantes.
En France, les animaux venimeux doivent être déclarés à la DSV (Direction des Services Vétérinaires) et les propriétaires doivent être titulaires d’un certificat de capacité spécifique. Parmi les NAC venimeux, les plus dangereux sont les serpents venimeux exotiques. Les accidents restent peu fréquents mais leur nombre augmente régulièrement. En France on recensait un à deux cas annuels d'envenimation dus à des serpents exotiques au début des années 1980, et 12 cas en 1999. En 2000, un médecin du centre antipoison de Marseille constatait que les anti-venins permettant de traiter les patients envenimés n'étaient pas facilement disponibles en France et que le corps médical français n’était pas formé pour prendre en charge des patients envenimés par des animaux exotiques.
Malgré tout, il n'est pour le moment pas obligatoire de souscrire une assurance responsabilité civile pour votre NAC.

### Zoonoses
Quand ils sont importés, ils sont susceptibles de véhiculer des pathogènes auxquels notre système immunitaire ou celui de la faune locale n'est pas préparé, de transmettre des parasites ou d'infecter d'autres espèces animales et/ou l'homme. C'est ce qu'on appelle une zoonose.
Les pays prennent souvent des dispositions légales, allant jusqu'à l'euthanasie, pour éviter la propagation de ces maladies.

#### Quelques exemples
Les reptiles notamment sont souvent porteurs sains de salmonelles.
Hors de son aire de répartition habituelle, le parasitage important par les tiques fait de l'écureuil de Corée (Tamias sibiricus) un vecteur potentiel de différentes viroses et bactérioses, dont Borrelia burgdorferi, ce qui contribue à répandre en Europe de l'Ouest la maladie de Lyme (Borréliose). Ainsi la détention de ces rongeurs est désormais interdite en Europe depuis 2016.
En 2003, le monkeypox africain est passé aux États-Unis via des rongeurs importés comme animaux de compagnie ; de là ils ont contaminé des chiens de prairie également vendus en animalerie, lesquels ont contaminé leurs propriétaires.
En ce qui concerne les oiseaux, l'une des zoonoses les plus redoutées en 2008 a été la grippe aviaire.

### Marronnage et risque d'invasion

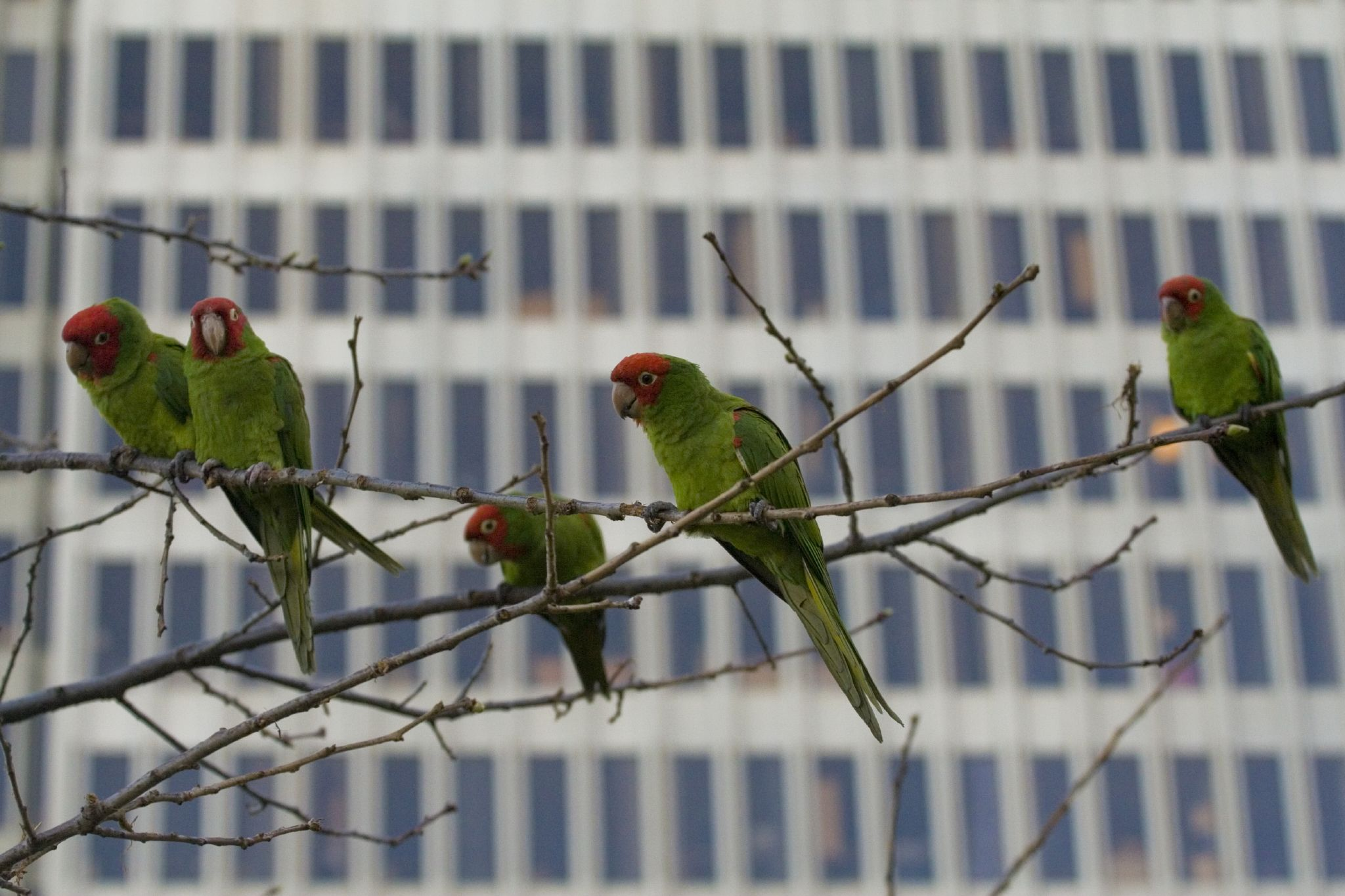
Une colonie de Conures à tête rouge à Telegraph Hill, San-Francisco, normalement originaire de l'Équateur et du Pérou, a pu s'établir à l'état sauvage grâce à l'aide de certains habitants.

Les NAC peuvent parfois être lâchés ou s'évader dans la nature, et former des populations vivant partiellement ou totalement à l'état sauvage, c'est ce que l'on appelle le marronnage.
Ils peuvent parfois appartenir à des espèces susceptibles de devenir invasives et peuvent dans ce cas nuire à la faune locale.
C'est le cas par exemple de la tortue de Floride qui a été importée massivement en Europe par les animaleries à la fin du XXe siècle. Elle a été relâchée en grand nombre dans la nature, par des propriétaires incapables de s'occuper de leur petite tortue devenue grande. Elle a réussi à s'acclimater et elle est devenue invasive en France où elle prend peu à peu la place de la tortue indigène, la Cistude.
Autre exemple comparable avec l'introduction à la même époque, via les animaleries, de l'« écureuil de Corée » (Tamias sibiricus) qui s'est implanté en Europe et pourrait aussi être vecteur de la maladie de Lyme.
Les perruches à collier, relâchées par des particuliers en étant détenteurs ont aussi envahi certaines villes telle Londres (environ 50 000 perruches) Bruxelles (environ 8 000) et Paris (plus de 1 000). Les perruches à collier causent des problèmes environnementaux car elles occupent les habitats de certaines espèces indigène. Ce qui apparaît comme un exotisme se traduit en fait par une banalisation de la faune mondiale (des espèces disparaissent, les autres envahissent).
Cette situation ne concerne toutefois pas uniquement les NAC. En effet pour cette même raison, le furet, pourtant classé comme carnivore domestique, est banni préventivement de certains États d'Australie, afin de préserver la précieuse faune endémique de ces régions. Le furet est également interdit de détention par les particuliers dans l'État de Californie, bien que cette interdiction semble avoir des difficultés à être appliquée dans les faits,.

### Difficulté d'élevage

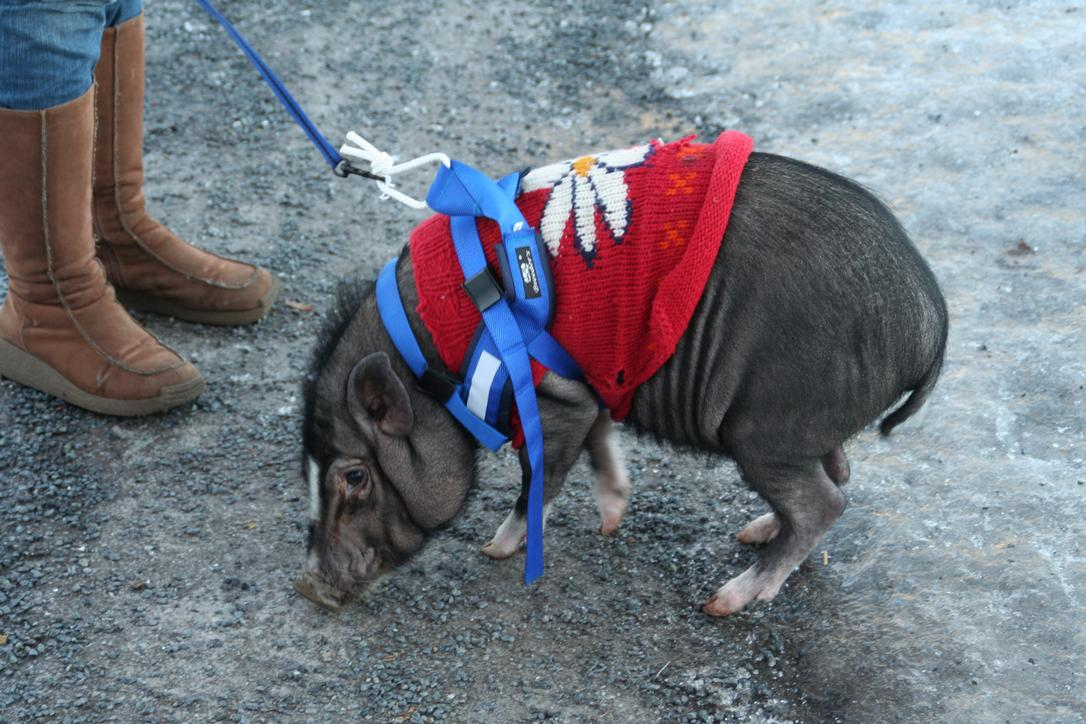
Ce jeune cochon nain ou cochon vietnamien pourra atteindre 35 à 60 kg au minimum à l'âge adulte pour une taille de 35 à 55 cm au garrot, ce qui pose bien des problèmes de garde et mène à de nombreux abandons.

Assurer de bonnes conditions de vie, un bon environnement et une bonne alimentation à des animaux non domestiques, sauvages et exotiques, peut être particulièrement difficile et les propriétaires de NAC peuvent être rapidement confrontés à certaines difficultés.
Les vétérinaires des zones urbaines sont principalement formés et équipés (outils et médicaments) pour les chats et les chiens. Rares sont les personnes qui iront rencontrer le vétérinaire de leur quartier avant la décision de l'adoption, à titre préventif, pour se renseigner sur ses capacités de soin. Le « coup de foudre » pour un animal fait que les vétérinaires sont mis devant le fait accompli d'un animal malade dont ils ne connaissent rien. Pour les nouvelles générations de vétérinaires, le Québec et la France ont maintenant dans le cursus des écoles vétérinaires (Maisons-Alfort, Lyon, Nantes, Toulouse) des heures d'enseignement sur les NAC, pour les étudiants vétérinaires ou pour les ASV, mais c'est chose récente. En dehors de leurs cliniques privées, les vétérinaires spécialistes français se rencontrent dans certains centres hospitaliers vétérinaires ou certaines écoles vétérinaires (Lyon, Maisons-Alfort, Nantes).
La reconstitution du milieu naturel d'un NAC, permettant de satisfaire ses besoins physiologiques et comportementaux, peut s'avérer particulièrement ardue pour les espèces nécessitant de grands espaces, un hivernage, une vie nocturne, de l'eau de mer, une température, une hygrométrie ou une qualité de lumière données.
De plus, apporter l'alimentation adaptée à son NAC peut également s'avérer difficile et onéreux pour les espèces se nourrissant d'insectes variés, de petits mammifères ou de poissons vivants, de fruits ou de plantes bien spécifiques, de nectar…
Les informations données par certains vendeurs sont parfois insuffisantes et même erronées. Par exemple certains annoncent que le poids maximal d'un cochon nain ne sera que de 20 ou 30 kg alors qu'ils peuvent atteindre plus de 80 kg. Des chiens de prairie, des gerbilles, des octodons ou des rats, par exemple, sont vendus seuls alors qu'ils sont sociaux et vivent en colonie, ce qui entraine des troubles du comportement tels des démangeaisons et de l'agressivité.
Certains achètent des reptiles ou des amphibiens sans posséder de terrarium ou de vivarium, pourtant indispensable pour recréer le biotope nécessaire au bien être de tels animaux, sans parler des personnes « maintenant » des poissons rouges ou des combattants dans des bocaux ou minis aquariums, ce qui est tout sauf adapté à ces espèces.

### Soins et refuges
Il existe des vétérinaires spécialisés « NAC » (la spécialisation se fait en fin d'études). Il est donc prudent de demander auparavant si un vétérinaire a l'habitude de ces animaux et, en cas de besoin, lui demander l'adresse d'un confrère.
Comme pour les chiens et chats, chaque année, de nombreux NAC sont abandonnés.
En France, il existe des refuges pour ces animaux que les SPA refusent généralement de prendre en charge. Peu nombreux, ces refuges sont généralement basés sur le principe de famille d'accueil, jusqu'à ce qu'on leur trouve une famille d’adoption. Ce sont le plus souvent des associations, qui allient refuge, protection et sensibilisation. Certains parcs et zoos acceptent aussi de recueillir des NAC, comme le parc de la Tête d'Or à Lyon qui a construit un bassin où sont accueillies les Tortues de Floride dont le propriétaire souhaite se défaire, évitant ainsi de disperser cette espèce invasive dans la nature.